# 埃尔斯帕利亚雷索斯
埃尔斯帕利亚雷索斯，是西班牙加泰罗尼亚塔拉戈纳省的一个市镇。总面积6平方公里，总人口2701人（2001年），人口密度450人/平方公里。